# Stenoterommata quena
Stenoterommata quena is een spinnensoort in de taxonomische indeling van de bruine klapdeurspinnen (Nemesiidae).
Stenoterommata quena werd in 1995 beschreven door Goloboff.